# Pills (groupe)
Pour les articles homonymes, voir Pills.
Pills est un groupe de musique électronique français, principalement en activité durant les années 1990 et début 2000. Il a été fondé par Anthony Sandor et Ludovic Bordas en 1991.

## Biographie
Pills est d'abord formé en 1991 sous le nom d'Ice Bath. La batteuse Alix Ewande a fait ses premières armes avec le groupe Pills. En 1992, ils participent d'ailleurs à la première rave française grand public organisée par les Transmusicales de Rennes, aux côtés de William Orbit, 808 State, et Underground Resistance. En 1998, Ludovic Bordas quitte le groupe à la suite d'une divergence d'opinion quant à la direction artistique de l'album Electrocaïne.
Malgré un large succès commercial critiqué en 1998 avec Electrocaïne, Pills demeure paradoxalement un des pionniers de la scène électronique française (avec le label français Rave Age Records), bien avant la French touch. Le morceau Dark Side, issu de l'album, est utilisé pour la campagne officielle de lancement de la console Dreamcast de Sega. Le morceau Rock Me, aussi issu de Electrocaïne, est utilisé pour la Carte Tribu de la Caisse d'épargne.
En 2000, ils sortent leur troisième album, Musicsoldia. Un album, Cosmic Carnival, état prévu en 2002 mais jamais sorti, faute d'entente entre Universal et A. Sandor ; certaines copies promotionnelles sont néanmoins trouvables. Plus tard, en 2006, sort leur dernier album en date, 21st Century Works and Funs.

## Discographie

### Albums studio
- 1995 : Foundation
- 1998 : Electrocaïne
- 2000 : Musicsoldia
- 2002 : Cosmic Carnival
- 2006 : 21st Century Works and Funs (auto-production)

### Compilations
- 1998 : Collector 91-98, digipack 4 CD contenant

1. Federation (compilation de maxis sortis entre 1991 et 1994)
2. Foundation (version 98)
3. Adventures of Pills in Dub, maxi 4 titres compilant des morceaux aux influences dub : Amazing Dread Club, Garden Party, Urba (bud mix 98) et Natpen (98 mix)
4. Pills vs. Ultimate High, live aux Transmusicales enregistré en 1993

### Singles
- 1992 : Air EP
- 1995 : J'Me Sens Bien
- 1995 : J'Me Sens Bien (Remixes)
- 1995 : Je Tourne
- 1995 : Autobahn Cosmos (Reworks)
- 1995 : Autobahn Cosmos
- 1997 : Rock Me (Promo)
- 1998 : Rock Me
- 1998 : Rock Me (Reworks)
- 1998 : Rock Me (Remixes)
- 1998 : Fun K Tronic
- 1998 : The Avengers
- 1998 : Super Harmony
- 1999 : Dark Side
- 2000 : Super Harmony (Give U A New Life)
- 2000 : I Preach To Party
- 2000 : I Preach To Party (Remixes)
- 2000 : It Should Be Better
- 2000 : She's Got Big Tits
- 2002 : East Down Town (jamais sorti, faute d'entente entre Universal et A. Sandor ; certaines copies promo sont néanmoins trouvables)
- 2007 : Maybe EP (auto production)

### Remixes
- Timide et Sans Complexe - Plastik
- Treponem Pal - Panorama
- Saez - Sex
- Rachid Taha - Non
- Spicy Box - Ololo Ouma
- Praga Khan - Love U Still
- Noir Désir - Tostaky
- Masterboy - Colors
- Marc Em - Ghost
- Lisa Hall - Comatose
- Ben Neill - Tunnel Vision
- Dave Angel - Funk Music
- Andy Cocq - Superficiel